# Юти Садамото
Юти Садамото (яп. 湯地 定基, 27 сентября 1843, Кагосима — 10 февраля 1928, Токио) — японский государственный деятель, губернатор префектуры Нэмуро (1882—1886), член Гэнроина (1890), член Палаты пэров Японии (1891—1928).

## Биография
Родился в Синъясики в городе Кагосима как старший сын Юти Садаюки, вассала даймё Сацумы. С марта 1865 по март 1866 год обучался в частной школе Кацу Кайсю. После событий сацумско-британской войны, в 1866 году был тайно отправлен княжеством Сацума за границу для обучения в Европе и США вместе с пятью другими самураями. 12 мая 1866 году с помощью Томаса Блейка Гловера сел на португальский корабль в Нагасаки и перебрался в Соединённые Штаты через Англию. В это время даймё Сацумы дал Юти псевдоним Кудо Дзюро (工藤十郎 Кудо: Дзю:ро:), который он использовал во время учёбы за границей.
Из-за характера нахождения заграницей Юти и другие японцы учились в Академии Монсона без достаточной финансовой поддержки. Кроме того, Садамото на время покинул академию и около полугода жил вместе с двумя другими самураями в спиритуалистической секте христианского мистика Томаса Лейка Харриса. После чего вернулся в академию, а в 1868 году посетил Ниидзиму Дзё, основателя английской школы Досися, который до этого учился за границей. Юти с энтузиазмом дискутировал о христианстве и впоследствии был крещён в конгрегационалистской церкви.
Из-за финансовых трудностей Садамото не мог продолжать учиться за границей, поэтому на некоторое время вернулся в Японию. Там встретил бывшего учителя Кацу Кайсю и попросил финансовой помощи, после чего Юти получил государственное финансирование студента по обмену от нового правительства Мэйдзи.
После этого Юти вернулся в Соединённые Штаты и посвятил себя исследованиям сельскохозяйственной политики. В 1870 году поступил в Массачусетский сельскохозяйственный колледж (ныне Массачусетский университет в Амхерсте), где изучал сельскохозяйственную политику под руководством Уильяма Смита Кларка. В 1872 году вернулся на родину.
15 февраля 1872 года был принят на службу Куродой Киётакой в Комиссию по колонизации Хоккайдо, где отвечал за перевод иностранных специалистов. 4 февраля 1875 года был направлен на работу в деревню Нанаэ (ныне город Нанаэ), где отвечал за мелиорацию. После этого занимал различные должности, такие как директор временной сельскохозяйственной выставки, секретарь отдела по гражданским делам округа Хакодатэ, секретарь Комиссию по развитию Хоккайдо и директор второй временной сельскохозяйственной выставки. 8 февраля 1882 года Комиссия по развитию была упразднена, и Юти Садамото стал губернатором новообразованной префектуры Нэмуро. Юти прилагал усилия для развития и улучшения сельскохозяйственной и рыбной промышленности, особенно поощряя выращивание картофеля и его популяризацию на Хоккайдо, за что он получил прозвище Имо Ханган (いも判官, «Картофельный судья»).
26 января 1886 года префектура Нэмуро была упразднена, а территория вошла в префектуру Хоккайдо, а 16 февраля того же года был назначен директором отдела гражданского строительства. С 1887 по 1889 год ездил в Германию и США для изучения системы администрирования. По возвращении в Японию, 12 марта 1889 года вступил в должность второго управляющего в администрации Хоккайдо и способствовал мелиорации, разработав и внедрив систему районного деления с пятью тё по сякканхо. 4 марта 1890 года вышел в отставку.
12 июня 1890 года был назначен членом Гэнроина. 20 октября того же года был отстранён от должности в связи с упразднением Гэнроина. 22 декабря 1891 года был назначен членом Палаты пэров и оставался на этом посту до своей смерти.

## Семья
Младший брат, Юти Саданори, вице-адмирал Императорского флота. Младшая сестра, Ноги Сидзуко, жена генерала Ноги Марэсукэ. Племянник, Юти Такаси, японский литературовед.

## Награды
- Орден Святой Анны 2 степени (6 марта 1894)
- Орден Священного сокровища 2 класса (1 апреля 1916)